# Michel Hazanavicius

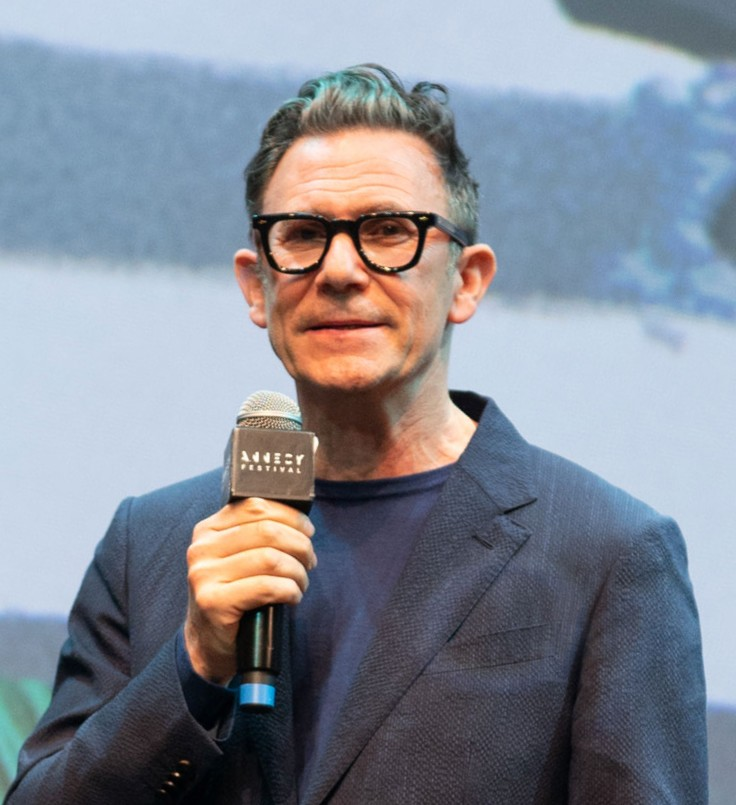
Michel Hazanavicius beim Festival d’Animation Annecy 2024

Michel Hazanavicius (* 29. März 1967 in Paris) ist ein französischer Film- und Fernsehregisseur sowie Drehbuchautor. Im Komödienfach beheimatet, erlangte er in Frankreich vor allem durch die beliebten Agentenparodien OSS 117 – Der Spion, der sich liebte (2006) und OSS 117 – Er selbst ist sich genug (2009) Bekanntheit. Internationale Anerkennung brachte ihm die Stummfilm-Hommage The Artist (2011) ein, die u. a. mit fünf Oscars und drei Golden Globe Awards ausgezeichnet wurde. Hazanavicius selbst wurde als erster französischer Filmemacher mit dem Regie-Oscar preisgekrönt. Wiederholt arbeitete er mit dem Schauspieler Jean Dujardin zusammen.

## Leben

### Kindheit und erste Filmarbeiten
Michel Hazanavicius wurde in eine jüdische Familie polnisch-litauischer Herkunft hineingeboren. Seine Eltern überlebten als Kinder den Zweiten Weltkrieg in Frankreich, indem sie untertauchten.
Gemeinsam mit seinem älteren Bruder Serge (* 1963) wuchs Hazanavicius in seiner Heimatstadt Paris auf. Obwohl sein Onkel von Beruf Toningenieur ist, stammte er aus einer Familie, die kaum mit dem Filmgeschäft in Berührung kam. Bereits als Kind begann Hazanavicius eigenen Angaben zufolge mit seinem Humor andere zu unterhalten. Sein Großvater nahm ihn mit zu Stummfilm-Vorstellungen. Bereits im Alter zwischen zehn und zwölf Jahren hatte er laut eigenen Angaben zahlreiche Filmklassiker gesehen, darunter Akira Kurosawas Die sieben Samurai, Der dritte Mann von Carol Reed, Billy Wilders Das Appartement oder Spiel mir das Lied vom Tod von Sergio Leone. Hazanavicius entwickelte in dieser Zeit eine Vorliebe für das amerikanische Kino und den Western. Vor allem aber Der dritte Mann habe Hazanavicius dazu inspiriert, Filmregisseur zu werden – ein Berufswunsch, der ihn lange Zeit beschäftigte. Sein Bruder Serge sollte ab Anfang der 1990er Jahre eine Karriere als Schauspieler starten.
Hazanavicius besuchte die École nationale supérieure d’arts de Cergy-Pontoise (ENSAPC). Erste Erfahrung beim Fernsehen sammelte er ab 1988 als Praktikant beim französischen Bezahlfernsehsender Canal+. Schnell stieg Hazanavicius u. a. als Sketchschreiber für die sendereigene Komikergruppe „Les Nuls“ auf, die Ende der 1980er Jahre von Bruno Carette, Alain Chabat, Dominique Farrugia und Chantal Lauby gegründet worden war. Daneben arbeitete Hazanavicius auch als Autor für das Radio. 1992 übernahm er gemeinsam mit Dominique Mezerette die Regie an Derrick contre Superman, der auch im Fernsehen ausgestrahlt wurde. Unter Zuhilfenahme zahlreicher Ausschnitte aus bekannten Fernsehserien sowie deren Neusynchronisation erzählt der Kurzfilm eine neue Geschichte um den deutschen Serienkommissar Derrick, der sich gemeinsam mit u. a. Starsky & Hutch und Captain Kirk aufmacht, einen Fernsehsender zu retten- und dabei gegen Superman, Roger Moore und Nummer 6 anzukämpfen hat. Nach demselben Muster angelegt waren die Fernsehfilme Ca détourne (1992) und La classe américaine (1993). Beim letztgenannten Film, der zu Silvester im französischen Fernsehen ausgestrahlt wurde, durften sich Hazanavicius und Mezerette legal am Filmarchiv von Warner Bros. bedienen, so dass u. a. Szenen aus Hollywood-Streifen mit John Wayne, James Stewart, Henry Fonda, Paul Newman, Dustin Hoffman oder Robert Redford genutzt werden konnten. Auch konnten für La classe américaine teilweise die französischen Original-Synchronsprecher gewonnen werden.
Parallel zu seiner Arbeit beim Fernsehen fasste Hazanavicius in der Werbebranche Fuß und war an der Produktion von mehr als 40 Werbespots beteiligt. 1997 war er alleinverantwortlicher Regisseur an dem 14-minütigen Kurzfilm Échec au capital. Die Komödie hat Karl Marx’ Schreibprozess an Das Kapital zum Thema und dessen Entschluss, das Hauptwerk nicht zu vollenden. Auch schuf Hazanavicius die Drehbücher zu den Kinokomödien Delphine 1, Yvan 0 der Les-Nuls-Komödiantin Dominique Farrugia (1996) und Le clone von Fabio Conversi (1998).

### Erste Spielfilm-Projekte und Erfolge mit „OSS 117“
1999 führte Michel Hazanavicius Regie bei seinem ersten eigenen Spielfilmprojekt, für das er auch das Drehbuch verfasste. Bei Mes amis handelt es sich um eine schwarze Komödie, die im Fernsehmilieu angesiedelt ist – ein Produzent und ein befreundeter Schauspieler (dargestellt von Yvan Attal und Hazanavicius’ Bruder Serge) versuchen trotz hektischem Drehplan an einer französischen Sitcom die Leiche einer nächtlichen Zufallsbekanntschaft (Karin Viard) zu entsorgen. Die französische Tageszeitung Le Figaro lobte, dass Mes amis als „burleske Phantasie“ recht erfolgreich sei und verglich das Werk mit Danny Boyles Kleine Morde unter Freunden (1994).
2004 schuf Hazanavicius das Drehbuch zu Tuez-les tous! einer Fernsehdokumentation über den Völkermord in Ruanda, die er mit seiner 2002 gegründeten Produktionsfirma La Classe Américaine koproduzierte. Im selben Jahr folgte gemeinsam mit dem bekannten französischen Komiker-Duo Éric Judor und Ramzy Bédia das Drehbuch zur Comic-Realverfilmung Die Daltons gegen Lucky Luke nach Morris. Die französisch-deutsch-spanische Koproduktion von Philippe Haïm – mit Judor und Bédia in den Hauptrollen sowie Til Schweiger als Lucky Luke – konnte in Frankreich 1,6 Mio. Kinobesucher erreichen, wurde aber in Deutschland als „misslungene, als Nummernrevue inszenierte Komödie“ bewertet.
Nicht in den deutschen Kinoverleih gelangte Hazanavicius’ zweiter Spielfilm OSS 117 – Der Spion, der sich liebte, der ihm 2006 den Durchbruch als Kinoregisseur in Frankreich bescherte. Basierend auf den OSS-117-Romanen von Jean Bruce übernahm Jean Dujardin die Titelrolle des Hubert Bonisseur de La Bath in der gediegen ausgestatteten Agentenfilm-Parodie. Im Stil der frühen James-Bond-Filme gehalten, ist die Geschichte im Ägypten der 1950er Jahre angesiedelt. Hauptdarsteller Dujardin hatte zuvor an Die Daltons gegen Lucky Luke mitgewirkt. Laut Hazanavicius hatten mehrere Regisseure vor ihm das Filmprojekt abgelehnt, das in der ersten Drehbuchfassung viele rassistische Witze und mehr Gewalt enthielt. Er überarbeitete das Filmskript, woraufhin sich OSS 117 – Der Spion, der sich liebte zum Publikumserfolg in Frankreich entwickelte. Fast 2,3 Mio. Besucher sahen den Film, der auch in der Gunst der französischen Fachkritik stand und eine erfolgreiche Fortsetzung (OSS 117 – Er selbst ist sich genug, 2009) mit über 2,6 Mio. Kinobesucher in Frankreich nach sich zog.

### Internationaler Erfolg mit „The Artist“
Der Erfolg der OSS 117-Filme machte es Hazanavicius 2011 möglich, seine bereits zu Anfang der 2000er Jahre geplante Stummfilm-Hommage The Artist zu realisieren. Der Regisseur, der u. a. die beim Stummfilm gestarteten Filmemacher Alfred Hitchcock, Walter Lang, John Ford, Ernst Lubitsch, Friedrich Wilhelm Murnau und Billy Wilder zu seinen Vorbildern zählt, hatte nicht die Wiederbelebung des Slapsticks eines Buster Keaton oder Charlie Chaplin im Sinn: „Es war nicht der Slapstick, der mir so viel bedeutete. Es waren die Melodramen. Der Knoten war, die sinnliche Erfahrung zu teilen, die ich im Kino beim Ansehen von Murnaus 'Sunrise' fühlte.“, so Hazanavicius. In Vorbereitung auf das Drehbuch, das er innerhalb von vier Monaten verfasste, sah Hazanavicius laut eigenen Angaben 150 Stummfilme. Neben Sunrise sei er auch von Murnaus City Girl, den Filmen von Frank Borzage sowie King Vidors The Crowd inspiriert worden. Für die Dreharbeiten zu The Artist, den Thomas Langmann produzierte, arbeitete er erneut mit Jean Dujardin sowie Kameramann Guillaume Schiffman und Filmkomponist Ludovic Bource zusammen. Die Geschichte um einen amerikanischen Stummfilmstar (Dujardin), dem in den 1920er Jahren der Übergang zum Tonfilm nicht gelingt, wurde von Hazanavicius im Stummfilmformat 1,33:1 in Schwarzweiß-Bildern mit Zwischentiteln und so gut wie keinem gesprochenen Worten in 35 Tagen an Originalschauplätzen in Hollywood abgedreht. „Was ich liebe ist, Show zu kreieren, und dass die Leute das als Freude empfinden, während sie sich immer dabei bewusst sind, dass es Show ist. Mich interessiert es, die Wirklichkeit zu stilisieren, die Möglichkeit mit Codes zu jonglieren. So hat sich die Idee eines Hollywood-Sets der späten 20er, früher 30er Jahren, in Schwarzweiß, herausgeformt.“, so Hazanavicius.

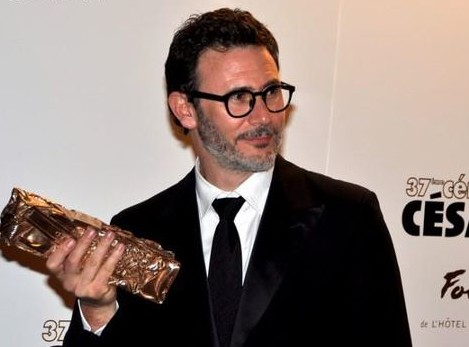
Hazanavicius mit dem gewonnenen César für The Artist

The Artist feierte seine Uraufführung im Wettbewerb der 64. Internationalen Filmfestspiele von Cannes 2011, bei denen Jean Dujardin für seine Rolle des George Valentin mit dem Darstellerpreis ausgezeichnet wurde. Der Film wurde zu Hazanavicius’ bislang größtem Kinoerfolg und konnte mit The Weinstein Company auch einen einflussreichen amerikanischen Verleiher finden. Obwohl sich Hazanavicius selbst als „Gauner“ bezeichnete, der das Stummfilmformat „stahl“, um einen modernen Film daraus zu machen und u. a. die komplette Frühstückssequenz aus Orson Welles Citizen Kane entnahm, stand The Artist in der Gunst von Kritikern und Publikum. Die Neue Zürcher Zeitung lobte Hazanavicius’ Regiearbeit als elegant fotografierte, „brillante Hommage an das alte Hollywood“, die „spielerisch-ironisch typische Elemente von Abenteuerfilmen, Liebeskomödien und Melodramen der späten zwanziger Jahre aufnimmt“. Der Film sei „eine Liebeserklärung ans Filmemachen, ungeheuer spritzig, voller kurioser Ideen, von grossem Detailreichtum und getragen von hervorragenden Schauspielern“, worin auch die Los Angeles Times einstimmte. Die französische Produktion gewann zahlreiche weitere Auszeichnungen in der Filmpreis-Saison 2011/2012, darunter fünf Oscars, drei Golden Globe Awards, sieben BAFTA Awards und sechs Césars. Hazanavicius selbst erhielt als erster französischer Filmemacher den Regie-Oscar, zwei weitere Nennungen in den Oscar-Kategorien Drehbuch und Schnitt und gewann u. a. den Directors Guild of America Award, den Regiepreis des renommierten New York Film Critics Circle, den Broadcast Film Critics Association Award, den César als bester Regisseur sowie zwei British Academy Film Awards (Regie und Drehbuch).
Nach The Artist wirkte Hazanavicius an der Spielfilmkomödie Männer und die Frauen mit, in der sieben Regisseure (u. a. Jean Dujardin und Emmanuelle Bercot) die männliche Untreue und ihre Variationen ergründen. Der Film mit Jean Dujardin und Gilles Lellouche in den Hauptrollen startete Ende Februar 2012 in den französischen Kinos. Anfang Januar 2012 wurde bekannt, dass Hazanavicius an einer losen Wiederverfilmung von Fred Zinnemanns Die Gezeichneten (1948) arbeitet. Die Geschichte soll ins vom Krieg zerrüttete Tschetschenien verlegt werden, in dem sich eine Entwicklungshelferin (dargestellt von Bérénice Bejo) um einen Jungen ohne Familie kümmert. Der Film lief unter dem Titel The Search bei den Filmfestspielen von Cannes 2014 an.

### Familie

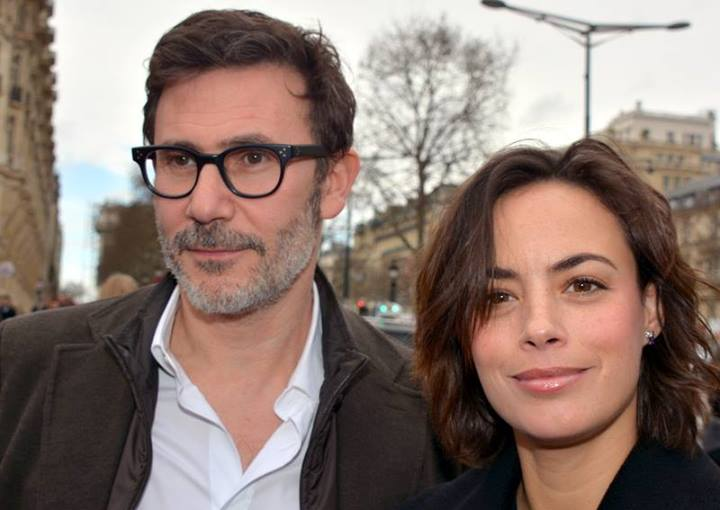
Hazanavicius mit seiner Frau Bérénice Bejo (2014)

Michel Hazanavicius lebt in Paris. Er ist mit der Schauspielerin Bérénice Bejo liiert, der er Hauptrollen in seinen Spielfilmen OSS 117 – Der Spion, der sich liebte und The Artist anvertraute. Aus der Beziehung mit Bejo gingen ein Sohn (* 2008) und eine Tochter (* 2011) hervor. Aus einer früheren Beziehung von Hazanavicius stammen zwei weitere Kinder.
Parallel zu seiner Arbeit als Filmemacher übernahm Hazanavicius kleine Schauspielrollen in den Filmen La cité de la peur (1994), Delphine 1, Yvan 0 (1996), Didier (1997) und Meine Frau, die Schauspielerin (2001).

## Filmografie

### Regisseur
- 1992: Derrick contre Superman (Fernsehkurzfilm)
- 1992: Ca détourne (Fernsehfilm)
- 1993: La classe américaine (Fernsehfilm)
- 1994: C’est pas le 20 heures (Fernsehserie)
- 1996: Les films qui sortent le lendemain dans les salles de cinéma (Fernsehdokumentation)
- 1997: Échec au capital (Kurzfilm)
- 1999: Mes amis
- 2006: OSS 117 – Der Spion, der sich liebte (OSS 117: Le Caire nid d’espions)
- 2009: OSS 117 – Er selbst ist sich genug (OSS 117: Rio ne répond plus)
- 2011: The Artist
- 2012: Männer und die Frauen (Les infidèles)
- 2014: Die Suche (The Search)
- 2017: Godard Mon Amour (Le redoutable)
- 2020: Der verlorene Prinz und das Reich der Träume (Le prince oublié)
- 2022: Final Cut of the Dead (Coupez!)
- 2024: Das kostbarste aller Güter (La plus précieuse des marchandises)

### Drehbuchautor
- 1992: Ca détourne (Fernsehfilm)
- 1993: La classe américaine (Fernsehfilm)
- 1996: Delphine 1, Yvan 0
- 1998: Le clone
- 1999: Mes amis
- 2004: Tuez-les tous! Rwanda: histoire d’un génocide sans importance (Fernsehdokumentation)
- 2004: Die Daltons gegen Lucky Luke (Les Dalton)
- 2006: OSS 117 – Der Spion, der sich liebte (OSS 117: Le Caire nid d’espions)
- 2009: OSS 117 – Er selbst ist sich genug (OSS 117: Rio ne répond plus)
- 2011: The Artist
- 2014: Die Suche (The Search)
- 2017: Godard Mon Armour (Le redoutable)
- 2020: Der verlorene Prinz und das Reich der Träume (Le prince oublié)
- 2022: Final Cut of the Dead (Coupez!)
- 2024: Das kostbarste aller Güter (La plus précieuse des marchandises)

## Auszeichnungen und Nominierungen
- 2006: Golden Space Needle Award des Seattle International Film Festival für OSS 117 – Der Spion, der sich liebte (Bester Film)
- 2006: Tokyo Grand Prix des Tokyo International Film Festival für OSS 117 – Der Spion, der sich liebte (Bester Film)
- 2007: César-Nominierung für OSS 117 – Der Spion, der sich liebte (Bestes Drehbuch – gemeinsam mit Jean-François Halin)
- 2011: Publikumspreis des Festival Internacional de Cine de Donostia-San Sebastián für The Artist
- 2011: Publikumspreis des Hamptons International Film Festival für The Artist („Best Narrative Feature“)
- 2011: Publikumspreis des St. Louis International Film Festival für The Artist („Best International Feature“)
- 2011: New York Film Critics Circle Award für The Artist (Beste Regie)
- 2011: Nominierung für den Europäischen Filmpreis für The Artist (Bester Film – gemeinsam mit Thomas Langmann und Emmanuel Montamat)
- 2011: Alliance of Women Film Journalists Award für The Artist (Beste Regie)
- 2011: Chicago Film Critics Association Award für The Artist (Bestes Originaldrehbuch)
- 2011: Detroit Film Critics Society Award für The Artist (Beste Regie)
- 2011: Florida Film Critics Circle Award für The Artist (Bestes Originaldrehbuch)
- 2011: New York Film Critics Online Award für The Artist (Beste Regie)
- 2011: Oklahoma Film Critics Circle Award für The Artist (Beste Regie, Bestes Drehbuch)
- 2011: Phoenix Film Critics Society Award für The Artist (Beste Regie, Bestes Originaldrehbuch, Bester Schnitt)
- 2011: Utah Film Critics Association Award für The Artist (Beste Regie)
- 2012: AACTA Award für The Artist (Beste Regie)
- 2012: Broadcast Film Critics Association Award für The Artist (Beste Regie)
- 2012: zwei Golden-Globe-Nominierungen für The Artist (Beste Regie, Bestes Drehbuch)
- 2012: London Critics’ Circle Film Award für The Artist (Beste Regie)
- 2012: Vancouver Film Critics Circle Award für The Artist (Bestes Drehbuch)
- 2012: Preis des spanischen Cìrculo de Escritores Cinematograficos für The Artist (Bester ausländischer Film)
- 2012: Premio Sant Jordi für The Artist (Bester ausländischer Film)
- 2012: Directors Guild of America Award für The Artist (Beste Spielfilmregie)
- 2012: zwei British Academy Film Awards für The Artist (Beste Regie, Bestes Originaldrehbuch), eine weitere Nominierung (Bester Schnitt – gemeinsam mit Anne-Sophie Bion)
- 2012: Goya für The Artist (Bester europäischer Film)
- 2012: Eddie Award für The Artist (Bester Schnitt bei einer Spielfilmkomödie oder -Musical – gemeinsam mit Anne-Sophie Bion)
- 2012: César für The Artist (Beste Regie), zwei weitere Nominierungen (Bestes Originaldrehbuch, Bester Schnitt – gemeinsam mit Anne-Sophie Bion)
- 2012: Independent Spirit Award für The Artist (Beste Regie)
- 2012: Oscar für The Artist (Beste Regie), zwei weitere Nominierungen (Bestes Originaldrehbuch, Bester Schnitt – gemeinsam mit Anne-Sophie Bion)
- 2022: Filmpreis Köln beim Film Festival Cologne